# Klaus P. Nielsen
 Der er flere personer med dette navn, se Klaus Nielsen.
Klaus Puggård Nielsen (født 4. september 1976) er en tidligere dansk cykelrytter.
Karrierens højdepunkt var en 4. plads til VM i cykelcross 1998 i U23-klassen, der blev vundet af Sven Nys.